# Spojler (motoryzacja)

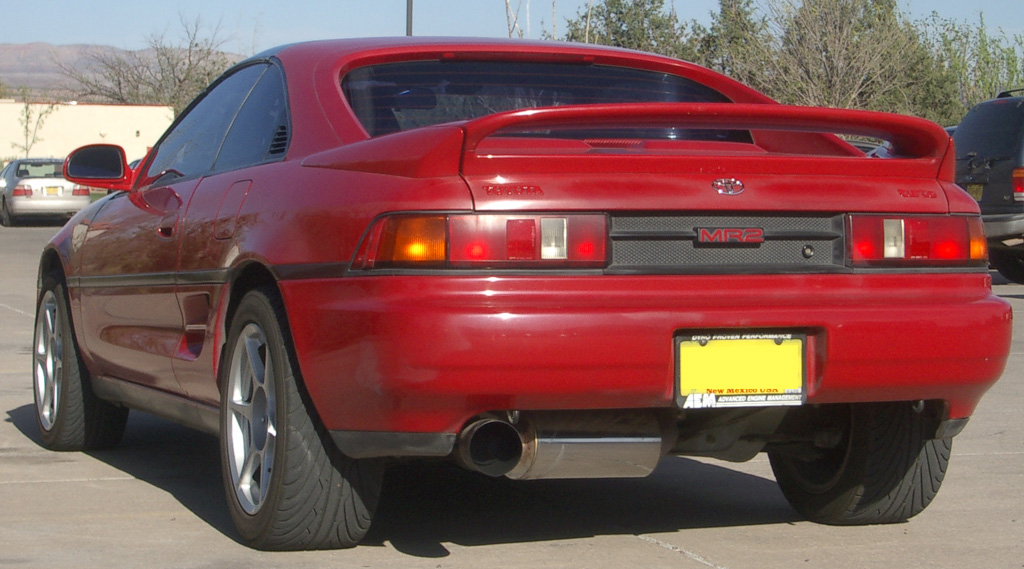
Samochód sportowy Toyota MR2 fabrycznie wyposażony w spojler.

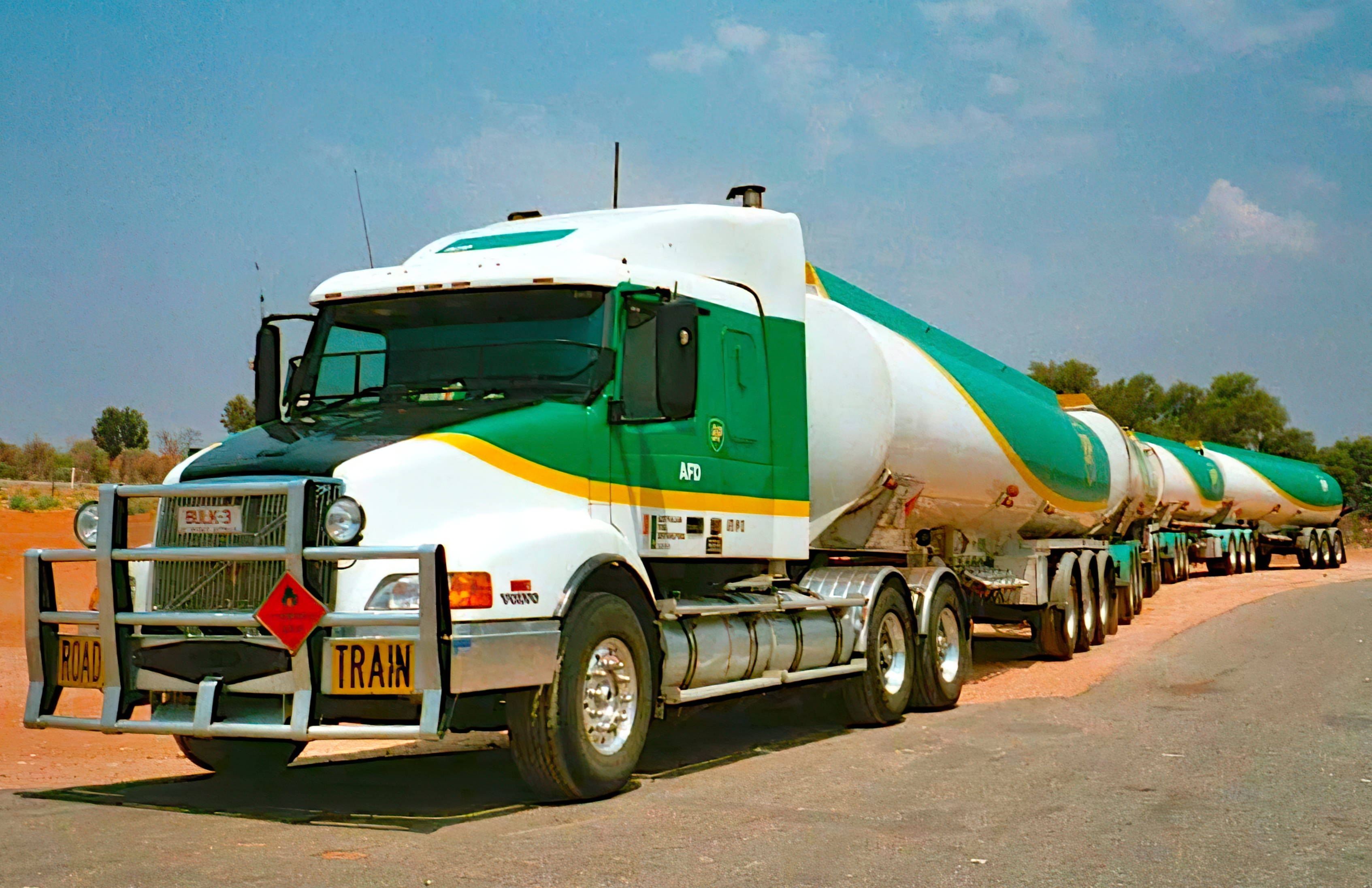
Przykład pociągu drogowego w Australii. Ciągnik siodłowy jest wyposażony w spojler dachowy.

Spojler, spoiler (z ang. spoil – psuć) – wszelkie dodatkowe owiewki, odchylacze opływu, skrzydła nadwozia pojazdu drogowego, mające polepszyć jego własności aerodynamiczne, zmniejszające opór, ustateczniające lub zwiększające nacisk kół na jezdnię. Spojlery służą także wyłącznie jako elementy stylizacji nadwozia.
Z punktu widzenia semantyki poprawne jest jednak używanie określenia spojler tylko w odniesieniu do elementów powodujących oderwanie opływu na tylnej krawędzi dachu lub w pobliżu, co psuje opływ, stabilizuje miejsce jego oderwania. Oderwanie zwiększa różnicę ciśnień i opór, jest on jednak mniejszy niż opór wywołany przez turbulencje, które powstałyby bez spojlera. Natomiast odsunięte od nadwozia profilowane płaty, ustawione pod odpowiednim kątem natarcia i wytwarzające siłę nośną skierowaną w dół (typowy przykład to bolidy F1) nie powinny być nazywane „spojlerami”, ale „skrzydłami”. Skrzydła powodują wzrost oporu, lecz zwiększają przyczepność samochodu, co umożliwia wchodzenie w zakręty z większą prędkością. Po raz pierwszy został użyty przez F1 w roku 1968 w modelach Lotus 49 w wersji „B”, Brabham BT26 i Ferrari 312/68 F1.
Wśród tak nazywanych spojlerów wyróżniamy, dla samochodów osobowych:
- skrzydło profilowane – z regulowanym profilem i kątem nachylenia wektora docisku,
- skrzydło stałe – tzw. „lotka”, charakteryzuje się małymi oporami przy niskich prędkościach, ale  brak regulacji kąta docisku,
- skrzydło przednie – stosowane w samochodach wyścigowych, aby wywołać docisk przedniej osi do powierzchni drogi, rzadko stosowany w seryjnych samochodach.

W samochodach ciężarowych owiewki (oprofilowania) dachowe służą do zmniejszania oporów wywołanych wysokim ładunkiem znajdującym się za kabiną.
Elementy takie są najczęściej zbudowane z trwałych i lekkich materiałów, m.in. z włókna węglowego, duraluminium.